# Telldenkmal

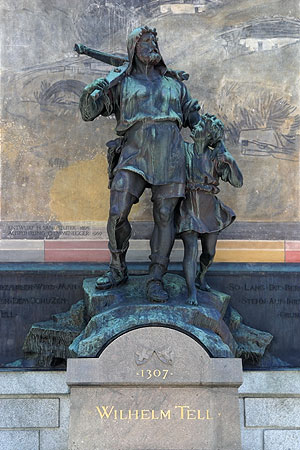
Die Figurengruppe von Richard Kissling in Altdorf, aufgenommen 2004

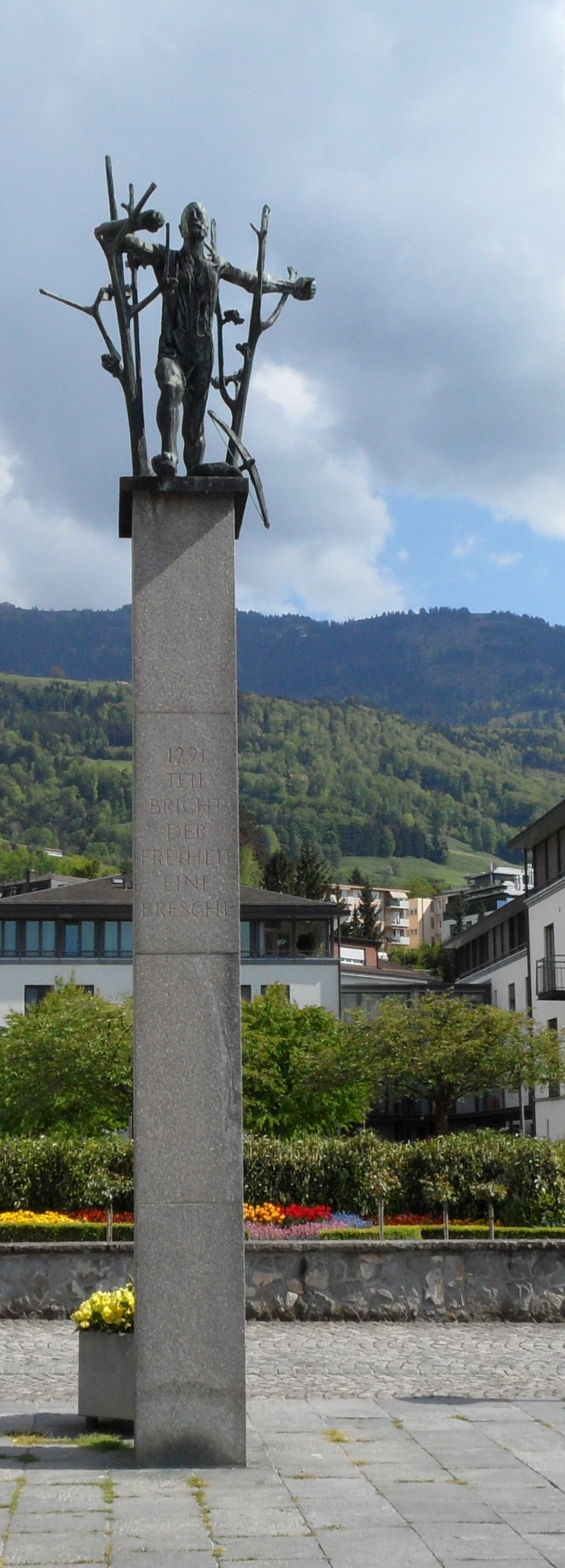
Telldenkmal in Küssnacht am Rigi

Als Telldenkmal werden Denkmäler für den Schweizer Nationalhelden Wilhelm Tell bezeichnet.

## Telldenkmal in Altdorf
Das wohl bekannteste Telldenkmal steht auf dem Rathausplatz von Altdorf, vor dem Türmli (Koordinaten: 46,88181° N, 8,64389° O).
Die Bronzestatue von Richard Kissling wurde am 28. August 1895 am Fusse eines alten Turms eingeweiht. Sie zeigt den Schweizer Nationalhelden mit geschulterter Armbrust begleitet von seinem Sohn Walther. Auf dem Sockel steht die Jahreszahl 1307, das Jahr des Rütlischwurs gemäss Aegidius Tschudi. Das Hintergrundbild auf dem Turm stammt vom Kunstmaler Hans Sandreuter.
Hinter den zwei Statuen ist auf einer grossen Bronzeplatte folgende Inschrift angebracht: 

Erzæhlen Wird Man Von Dem Schützen Tell 
So Lang Die Berge Steh’n Auf Ihrem Grunde. 
Für die Erstellung der Statue wurde ein Wettbewerb ausgeschrieben, an dem Kissling als Sieger hervorging. Er durfte die Statue ausführen, musste sie aber nach den Wünschen der Auftraggeber überarbeiten. Der zweite Preis ging an Robert Dorer, der dritte an Raimondo Pereda, der vierte an Gustav Siber.
Vom Telldenkmal in Altdorf befindet sich ein Modell in der Swissminiatur in Melide.

## Figur von Walther Tell am Haus der Schweiz
Am Haus der Schweiz in Berlin wurde eine Figur von Walther Tell angebracht. Ursprünglich sollte an dem 1936 fertiggestellten Bau eine Figur von Wilhelm Tell installiert werden. Die zuständigen Verwaltungsbehörden im Dritten Reich hatten aber eine Darstellung des Freiheitskämpfers untersagt, so dass als Kompromiss eine Figur von Walther, Wilhelm Tells Sohn, installiert wurde (Koordinaten: 52,5175° N, 13,38861° O).

## Weitere Denkmäler
Neben dem Altdorfer Denkmal gibt es eine Vielzahl weiterer Telldenkmäler:

### Bestehende Denkmäler

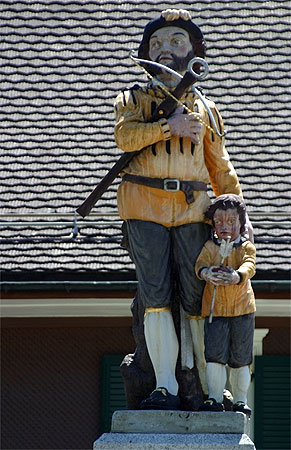
Telldenkmal in Bürglen

- Tellskapelle am Urnersee (Koordinaten: 46,93266° N, 8,61182° O)
- Telldenkmal von Giuseppe Croce aus Quinto (1786) in Bürglen zwischen Katholischer Kirche und Tellmuseum (Koordinaten: 46,87525° N, 8,66286° O) sowie Gedenkkreuz, das an den Tod von Tell am Ufer des Schächen erinnern soll, errichtet um 1865/70
- Telldenkmal von Vincenzo Vela, errichtet 1856 am Quai des Hotel Du Parc in Lugano, 1914 verschoben an der Rivetta Tell vor das Teatro Kursaal
- Telldenkmal von Antonin Mercié, errichtet 1901 vor dem Justizgebäude Montbenon in Lausanne (dem damaligen Bundesgerichtsgebäude, heute Bezirksgericht)
- Hohle Gasse, 1937 gemäss den Regieanweisungen von Friedrich Schiller «wiederhergestellt» (Koordinaten:  47,09233° N, 8,45316° O)
- Telldenkmal von Emilio Stanzani, errichtet 1959 vor der Kirche in Küssnacht
- Telldenkmal auf Rat Island im Long Island Sound in New York. Beim Denkmal auf der Kleinstinsel handelt es sich um eine 1:1 Kopie des Telldenkmals von Altdorf (Höhe: 4 Meter). Das Telldenkmal wurde am 1. August 2016 eingeweiht und verfügt auch über eine eigene offizielle Adresse: Wilhelm Tell, 1291 Wilhelm Tell Square, Rat Island, City Island, Bronx, New York, NY 10464, USA
- Telldenkmal in Ötigheim, am 3. Juni 2022 aufgestellt. Vorbild war das Telldenkmal von Altdorf, geschaffen wurde es von der Kunstgießerei Thomas Ihle aus Dresden.[2]

### Brunnenfiguren
- Tellenbrunnen in Schaffhausen von 1522 (lediglich sekundäre Zuschreibung)
- Tellstatue von Josef Benedikt Kuriger, 1786–1860 als Brunnenfigur in Altdorf, seit 1891 Brunnenfigur in Bürglen
- Tellbrunnen von Hugo Siegwart, errichtet 1911/12 in Luzern
- Tellstatue von Ermenegildo Peverada, 1796 an der Landesausstellung erstmals gezeigt, seit 1965 Brunnenfigur in Loco TI[3]

### Abgegangene Denkmäler
- von Guillaume Thomas François Raynal 1783 errichteter Obelisk auf der Altstattinsel beim Meggenhorn, 1796 durch einen Blitzeinschlag zerstört[4]
- Telldenkmal von Friedrich Schäfer (1709–1786), errichtet 1780 auf dem Lindenhof in Zürich, 1800 zerstört[5]
- Gips-Tell von Hans Konrad Siegfried, errichtet 1859 über dem Eingangstor für das Eidgenössische Freischiessen in Zürich, ab 1860 in Altdorf beim Kirchplatz, 1895 zerstört
- Gipsmodell der Statue von Kissling, bis 1976 im Lichthof des Hauptgebäudes der ETH Zürich, anschliessend in einem Lager des Nationalmuseums.